# Stichting van de Arbeid

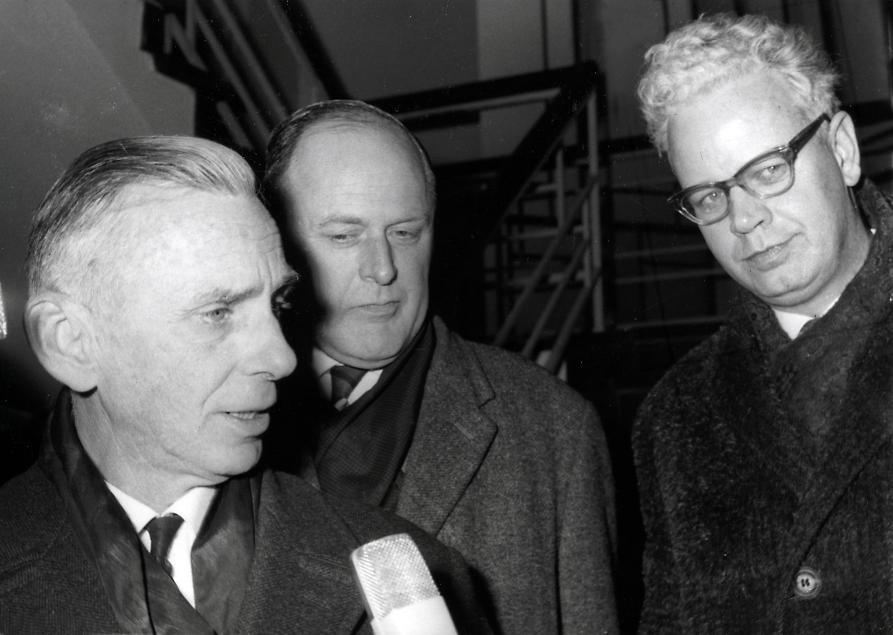
Voorzitters van de Stichting van de Arbeid: J. Bosma, P.S. Pels en D. Roemers (1964)

De Stichting van de Arbeid (StvdA) is het Nederlandse landelijk overlegorgaan van de centrale organisaties van werkgevers en van werknemers. Samen worden zij ook wel ‘sociale partners’ genoemd. De Stichting heeft een belangrijke rol in het vormgeven van de Nederlandse arbeidsverhoudingen. Zij geeft advies aan het kabinet en doet aanbevelingen aan haar leden in de bedrijfstakken en ondernemingen. De Stichting van de Arbeid is gevestigd in Den Haag.

## Samenstelling
In de Stichting zitten vertegenwoordigers van werkgevers- en werknemersorganisaties. Het bestuur kent twee voorzitters die elkaar in deze functie afwisselen. In even kalenderjaren is de werkgeversvoorzitter tevens voorzitter van de Stichting, in de oneven jaren is dit de taak van de werknemersvoorzitter.
Werkgeversverenigingen:
- Vereniging VNO-NCW
- Koninklijke Vereniging MKB-Nederland
- Land- en Tuinbouw Organisatie (LTO) Nederland

Vakbonden:
- Federatie Nederlandse Vakbeweging (FNV)
- Christelijk Nationaal Vakverbond (CNV)
- Vakcentrale voor Professionals (VCP)

## Werkwijze
Sociale partners in de Stichting van de Arbeid overleggen, discussiëren en onderhandelen over zaken op sociaaleconomisch gebied. Dit wordt sinds de jaren negentig ook vaak aangeduid met de term ‘polderen’. Een greep uit de onderwerpen op de agenda: pensioenen, scholing en ontwikkeling, employability, arbeidsmarktproblematiek, sociale zekerheid, klokkenluiders, ontslagwetgeving, sollicitatiecode, enzovoort.
Het stimuleren van goede arbeidsverhoudingen tussen werkgevers en werknemers is een van de belangrijkste doelstellingen van de Stichting. Zij brengt hierover aanbevelingen uit aan brancheverenigingen van werkgevers, de vakbonden en afzonderlijke bedrijven en hun medezeggenschapsorgaan. Meestal gaat het dan om het maken van afspraken in cao’s over het betreffende thema. Ook onderhandelen sociale partners in de Stichting over adviezen aan het kabinet of het parlement over voorgenomen wetgeving of actuele sociaaleconomische kwesties. Soms sluit de Stichting convenanten af met andere (maatschappelijke) partijen. Bijvoorbeeld over de bestrijding van laaggeletterdheid (2007 – 2015).
In de Stichting worden regelmatig akkoorden gesloten tussen sociale partners onderling en/of tussen het kabinet en sociale partners. Het meest beroemde voorbeeld is het Akkoord van Wassenaar uit 1982. Daarin werden afspraken gemaakt over loonmatiging in ruil voor arbeidstijdverkorting in verschillende vormen.
Het Sociaal Akkoord uit 2013 tussen sociale partners en kabinet Rutte-II is het meest recente akkoord. Dit akkoord moest voldoende toekomst bieden om uit de economische crisis te komen.
In maart 2020 is het advies Keuze voor Zekerheid gepresenteerd aan minister Koolmees van Sociale Zaken en Werkgelegenheid. De Stichting adviseert hierin hoe mogelijk kan worden gemaakt dat een zo breed mogelijke groep zzp’ers verplicht in aanmerking komt voor een verzekering.
Ten tijde van de kabinetten-Balkenende vond er halfjaarlijks overleg plaats tussen het bestuur van de Stichting en het kabinet: de zogenoemde Voorjaars- en Najaarsoverleggen. Het kabinet deed daarin de toezegging beleid in gang te zetten of om te buigen. De sociale partners beloofden op hun beurt om bepaalde onderwerpen op sociaaleconomisch terrein aan te pakken en vaak de cao’s hierop aan te passen.
Tegenwoordig vindt er tussen sociale partners en (een delegatie van het) kabinet geen structureel overleg plaats. Men komt samen wanneer daar reden voor is. Vanaf half maart 2020 vindt wekelijks overleg plaats tussen de zes voorzitters van de organisaties in de Stichting en de ministers van SZW en EZK.  Doel van dit overleg is om de sociaaleconomische gevolgen van de uitbraak van het coronavirus zoveel mogelijk te beperken.

## Verschil Stichting van de Arbeid en Sociaal-Economische Raad
De Stichting van de Arbeid en de SER hebben deels dezelfde bestuurders en houden zich beide bezig met advisering over het sociaaleconomisch beleid in Nederland. Er is echter een aantal belangrijke verschillen tussen beide organisaties. Deze verschillen betreffen:
- De Stichting van de Arbeid is een privaatrechtelijke instelling terwijl de SER een publiekrechtelijke instelling is.
- De Stichting van de Arbeid is bipartiet samengesteld. Dat wil zeggen dat twee partijen de Stichting vormen, de centrale werkgeversorganisaties en de centrale werknemersorganisaties. Beide partijen hebben evenveel stemrecht in het bestuur.  De SER is een tripartiete instelling. Dat wil zeggen dat behalve elf vertegenwoordigers van centrale werkgevers- en elf van centrale werknemersorganisaties ook elf onafhankelijke deskundigen een zetel in het bestuur hebben, de zogeheten kroonleden. De voorzitter van de SER is een van de onafhankelijke kroonleden.
- De Stichting van de Arbeid is de plaats voor onderhandelingen tussen sociale partners onderling. Hier komen aanbevelingen tot stand ten behoeve van decentrale cao-partijen op bedrijfstak- en ondernemingsniveau of adviezen aan de regering, politiek of andere instellingen.  De SER is een adviesorgaan ten behoeve van de overheid. Hij adviseert de regering en het parlement over de hoofdlijnen van het te voeren sociale en economische beleid en belangrijke, toekomstige wetgeving op sociaaleconomisch terrein.

## Ontstaan van de Stichting van de Arbeid
Op 17 mei 1945 werd de Stichting van de Arbeid officieel opgericht. Al tijdens de Tweede Wereldoorlog waren er plannen gemaakt door werkgevers- en werknemersverenigingen om samen te werken aan de wederopbouw van Nederland. Dirk Stikker (namens de werkgevers) en Evert Kupers (namens de werknemers) waren de eerste voorzitters. In het begin hield de Stichting zich vooral bezig met de loonontwikkeling. In de loop der jaren is het werkterrein van de Stichting veranderd en het aantal onderwerpen op de overlegagenda aanzienlijk toegenomen.

## Financiering
De Stichting van de Arbeid is geen overheidsorganisatie. De Stichting wordt langs twee wegen gefinancierd: voor een deel rechtstreeks door de deelnemende centrale organisaties van werkgevers en werknemers en voor een ander deel via subsidie van de SER.

## Prijs
In 1997 kreeg de Stichting van de Arbeid voor de constructieve samenwerking tussen werkgevers en vakbonden internationale erkenning toen zij in Duitsland de Carl Bertelsmann Preis ontving.